# Беляев, Владимир Иванович (волейболист)
Влади́мир Ива́нович Беля́ев (род. 7 декабря 1944, Мичуринск, Тамбовская область) — советский волейболист, игрок сборной СССР (1967—1968), олимпийский чемпион 1968, чемпион Европы, чемпион СССР 1967. Заслуженный мастер спорта СССР (1968).

## Биография
Выступал за команду «Авангард»/«Звезда» (Луганск/Ворошиловград). Чемпион СССР и победитель Спартакиады народов СССР 1967 (в составе сборной УССР), серебряный призёр союзного первенства 1972, победитель Кубка обладателей кубков ЕКВ 1973.
В сборной СССР в официальных соревнованиях выступал в 1967—1968 годах. В её составе стал олимпийским чемпионом 1968 и чемпионом Европы 1967.
После окончания игровой карьеры Владимир Беляев работал тренером. В 1978 году привёл женскую волейбольную команду «Искра» (Ворошиловград) к серебряным медалям чемпионата СССР.
В 1969 году закончил факультет физического воспитания Луганского педагогического института.
В более поздние годы работал учителем физической культуры в средней школе № 26 Луганска.

## Награды
- Орден "Знак Почета"
- Звание «Заслуженный мастер спорта СССР»